# Podvrší
Podvrší är ett berg i Tjeckien.   Det ligger i regionen Södra Mähren, i den östra delen av landet, 180 km öster om huvudstaden Prag. Toppen på Podvrší är 587 meter över havet.
Terrängen runt Podvrší är kuperad västerut, men österut är den platt. Runt Podvrší är det ganska tätbefolkat, med 124 invånare per kvadratkilometer. Närmaste större samhälle är Blansko, 5,2 km sydväst om Podvrší. I omgivningarna runt Podvrší växer i huvudsak blandskog.